# Präsidentschaftswahl in Benin 2006
Die Präsidentschaftswahlen in Benin 2006 fanden im März 2006 im westafrikanischen Staat Benin statt. Im ersten Durchgang am 5. März gab es keine absolute Mehrheit für einen Kandidaten, so dass es zu einer Stichwahl am 19. März 2006 kam. Der bisherige Amtsinhaber Mathieu Kérékou konnte nicht antreten, da die Verfassung sowohl eine Altersgrenze setzt als auch nur eine einmalige Wiederwahl erlaubt. Da auch sein langjähriger Widersacher Nicéphore Soglo die Altersgrenze von 70 Jahren überschritten hatte, wurde auf jeden Fall ein „neuer Kandidat“ gewählt. Am Ende setzt sich der unabhängige Kandidat Boni Yayi durch, zuvor Präsident der Westafrikanischen Entwicklungsbank (BOAD). Seine Kampagne, wie auch die 2011, wurde wesentlich finanziert von Patrice Talon, der später sein Nachfolger und auch politischer Widersacher wurde.

## Ergebnisse
| Kandidaten | Parteien                                                               | 1. Wahlgang | 1. Wahlgang | 2. Wahlgang | 2. Wahlgang |
| Kandidaten | Parteien                                                               | Stimmen     | %           | Stimmen     | %           |
| --- | ---------------------------------------------------------------------- | ----------- | ----------- | ----------- | ----------- |
| Boni Yayi | Forces Cauris pour un Bénin émergent                                   | 1.074.308   | 35,8        | 1.979.305   | 74,6        |
| Adrien Houngbédji | Parti du renouveau démocratique                                        | 727.239     | 24,2        | 673.937     | 25,4        |
| Bruno Amoussou | Parti social-démocrate                                                 | 489.122     | 16,3        |             |             |
| Léhady Soglo | Renaissance du Bénin                                                   | 253.478     | 8,4         |             |             |
| Antoine Idji Kolawolé                                                                                                | Mouvement africain pour la développement et le progrès                 | 97.595      | 3,3         |             |             |
| Lazare Maurice Sehoueto                                                                                              | Mouvement pour une Alternative du Peuple                               | 61.195      | 2,0         |             |             |
| Sévérin Adjovi | Rassemblement des démocrates libéraux pour la reconstruction nationale | 53.304      | 1,8         |             |             |
| Antoine Dayori | Force espoir                                                           | 37.436      | 1,2         |             |             |
| Kamarou Fassassi | Parti du réveil de démocrates de la nouvelle génération                | 29.494      | 1,0         |             |             |
| Janvier Yahouédéou                                                                                                   | unabhängig                                                             | 23.054      | 0,8         |             |             |
| Luc Gnacadja | ENVOL                                                                  | 20.269      | 0,7         |             |             |
| Daniel Tawéma | Front d’action pour le renouveau et le développement                   | 18.125      | 0,6         |             |             |
| Ibrahima Idrissou | Rassemblement pour l’unité nationale et la démocratie                  | 18.106      | 0,6         |             |             |
| Richard Sènou | unabhängig                                                             | 15.672      | 0,5         |             |             |
| Soulé Dankoro | Parti démocratique du Bénin                                            | 9.929       | 0,3         |             |             |
| Marie-Elise Gbèdo | unabhängig                                                             | 9.815       | 0,3         |             |             |
| Célestine Zanou | unabhängig                                                             | 9.474       | 0,3         |             |             |
| Lionel Agbo | Congrès africain des démocrates                                        | 9.026       | 0,3         |             |             |
| Zul Kifl Salami | unabhängig                                                             | 8.538       | 0,3         |             |             |
| Richard Adjaho | unabhängig                                                             | 7.448       | 0,2         |             |             |
| Gatien Houngbédji | Union pour le développement économique et social                       | 6.544       | 0,2         |             |             |
| Adolphe Djimon Hodonou                                                                                               | unabhängig                                                             | 6.512       | 0,2         |             |             |
| Galiou Soglo | unabhängig                                                             | 5.243       | 0,2         |             |             |
| Léandre Djagoué | Rassemblement des démocrates libéraux                                  | 4.665       | 0,2         |             |             |
| Marcel Gbaguidi | unabhängig                                                             | 3.479       | 0,1         |             |             |
| Raphiou Toukourou | unabhängig                                                             | 3.419       | 0,1         |             |             |
| Gesamt | Gesamt                                                                 | 3.002.489   | 100         | 2.653.242   | 100         |
| |                                                                        |             |             |             |             |
| Ungültige Stimmen | Ungültige Stimmen                                                      | 198.455     | 6,2         | 72.392      | 2,7         |
| Wähler | Wähler                                                                 | 3.200.944   | 81,7        | 2.725.634   | 69,5        |
| Wahlberechtigte | Wahlberechtigte                                                        | 3.917.865   |             | 3.919.550   |             |
| |                                                                        |             |             |             |             |
| Quellen: Rapport OIF – Annexe: Décision de la Cour constitutionnelle – CENA, vorläufiges Ergebnis – nach Départments |                                                                        |             |             |             |             |

Vgl. gültige Stimmen, 1. Wahlgang: 3.014.167 statt 3.002.489 Stimmen (d. h. +11.678 Stimmen); 2. Wahlgang: 2.656.070 statt 2.653.242 Stimmen (d. h. +2.828 Stimmen).